# Stożkówka korzeniasta
Stożkówka korzeniasta (Conocybe antipus (Lasch) Kühner) – gatunek grzybów z rodziny gnojankowatych (Bolbitiaceae).

## Systematyka i nazewnictwo
Pozycja w klasyfikacji według Index Fungorum: Conocybe, Bolbitiaceae, Agaricales, Agaricomycetidae, Agaricomycetes, Agaricomycotina, Basidiomycota, Fungi.
Po raz pierwszy opisał go w 1828 r. Wilhelm Gottlob Lasch, nadając mu nazwę Agaricus antipus. Obecną, uznaną przez Index Fungorum nazwę, nadał mu Robert Kühner w 1935 r.
Ma 12 synonimów. Niektóre z nich:
- Galera floridana (Murrill) Murrill 1941
- Galerula floridana Murrill 1941[2].

Nazwę polską zaproponował Władysław Wojewoda w 2003 r.

## Morfologia
Kapelusz
Średnica 1–3,5 cm, kształt początkowo wypukły, potem płaskowypukły, na koniec płasko rozpostarty. Brzeg regularny, cienki, lekko podwinięty. Powierzchnia gładka, matowa, w stanie suchym nieco szorstka na środku, początkowo brązowa, potem kremowobrązowa, ochrowokremowa, na środku nieco ciemniejsza. Jest higrofaniczny; w stanie wilgotnym prążkowany, po wyschnięciu bez prążków.
Blaszki
Przyrośnięte do półwolnych, gęste, brzuchate, początkowo blade, ochrowe, później brązowe do rdzawobrązowych. Ostrza równe.
Trzon
Wysokość 2,2–5,5 cm, grubość 2–3,5 mm, cylindryczny, bulwiasty, z wrastającymi w podłoże ryzoidami o długości do 4 cm. Powierzchnia podłużnie prążkowana, w górnej części oprószona.
Miąższ
Początkowo białawy, po dojrzeniu brązowy, w głębi ochrowy lub miodowy, bez wyraźnego zapachu i smaku.
Cechy mikroskopowe
Podstawki 30 × 10 µm, czterozarodnikowe, ze sprzążkami. Bazydiospory brązowe, 8,3–9,7 × 5,5–7,5 × 5,5–6,0 μm, Q = 1,4–1,6, w widoku z przodu wysklepione, kanciaste lub sześciokątne, w widoku z boku elipsoidalne lub soczewkowate, grubościenne, z porami rostkowymi o średnicy do 1 µm, czerwonawo brązowe w KOH. Cheilocystydy 35 × 15 µm, kolbowate, o końcach poszerzonych do 4 µm. Skórka trzonu zbudowana z nitkowatych strzępek zakończonych głównie elementami podobnymi do cheilocystyd. Skórka kapelusza typu hymeniderma z elementami kulistymi lub maczugowatymi o wymiarach do 50 × 25 µm. Brak pileocystyd.

## Występowanie i siedlisko
Podano stanowiska stożkówki korzeniastej w Ameryce Północnej, Europie, Japonii i w jednym miejscu na wschodnim wybrzeżu Ameryki Południowej. Najwięcej stanowisk podano w Europie. W Polsce rozprzestrzenienie i częstość występowania nie są znane. W piśmiennictwie naukowym do 2003 r. podano tylko cztery stanowiska.
Naziemny grzyb saprotroficzny. Rośnie wśród traw wzdłuż dróg leśnych w lasach sosnowych i świerkowych na glebach z dużą ilością materii organicznej; obornika, kompostu.